# Philothamnus heterolepidotus
Espèce
Synonymes
- Ahaetulla heterolepidota Günther, 1863
- Chlorophis gracilis Sternfeld, 1910
- Chlorophis schubotzi Sternfeld, 1912

Philothamnus heterolepidotus est une espèce de serpents de la famille des Colubridae.

## Répartition
Cette espèce se rencontre en Afrique subsaharienne :
- en Sierra Leone, au Ghana, au Togo, au Nigeria, au Cameroun, en Centrafrique, au Soudan ;
- au République du Congo, au République démocratique du Congo, en Angola, en Zambie ;
- au Rwanda, au Burundi, en Ouganda, au Kenya, en Tanzanie et au Mozambique.

Sa présence au Bénin est incertaine.

## Description
Dans sa description Günther indique que le spécimen en sa possession mesure 66 cm dont 22 cm pour la queue. Son dos est vert olive.

## Publication originale
- Günther, 1863 : On some species of tree-snakes (Ahaetulla). Annals and Magazine of Natural History, ser. 3, vol. 11, p. 283-287 (texte intégral).